# Groși (okręg Arad)
Groși – wieś w Rumunii, w okręgu Arad, w gminie Vârfurile. W 2011 roku liczyła 91 mieszkańców. 